# České hokejové hry
České hokejové hry (Betano Hockey Games, dříve Pragobanka Cup/Tour, Česká pojišťovna Cup, KAJOTbet Hockey Games, Carlson Hockey Games) je každoročně pořádaný hokejový turnaj v rámci Euro Hockey Tour v České republice. První ročník turnaje se odehrál v roce 1994, ještě pod názvem Pragobanka Cup. Od roku 1998 nesl turnaj název Česká pojišťovna Cup. V rámci Euro Hockey Tour pak od roku 1997 v turnaji začala nastupovat finská reprezentace místo slovenského národního týmu. Turnaj se hraje většinou v neolympijské roky v srpnu, září či dubnu. Do roku 2002 se turnaj hrával ve Zlíně, v roce 2003 se turnaj odehrál v Pardubicích, v letech 2005 až 2009 se hrál v Liberci. Druhý turnaj v roce 2009 se odehrál v Karlových Varech. Od roku 2011 až do roku 2013 se turnaj konal v brněnské Kajot Areně. Mezi lety 2013–2017 se turnaje neuskutečnily. Některé zápasy z turnajů se odehrávaly i v jiných evropských městech.

## Jména turnaje
- 1994–1997 – Pragobanka Cup
- 1998–2007 – Česká pojišťovna Cup
- 2008–2011 – Czech Hockey Games
- 2012–2013 – KAJOTbet Hockey Games
- 2017–2023 – Carlson Hockey Games
- 2024 – Betano Hockey Games

## Přehled jednotlivých turnajů
| Rok                                   | Zlatá medaile                                       | Stříbrná medaile                                    | Bronzová medaile                                    |
| ------------------------------------- | --------------------------------------------------- | --------------------------------------------------- | --------------------------------------------------- |
| 1994                                  | Česko                                               | Rusko                                               | Švédsko                                             |
| 1995                                  | Česko                                               | Švédsko                                             | Slovensko                                           |
| 1996                                  | Finsko                                              | Švédsko                                             | Česko                                               |
| Od roku 1997 součást Euro Hockey Tour |                                                     |                                                     |                                                     |
| 1997                                  | Česko                                               | Finsko                                              | Rusko                                               |
| 1998                                  | Švédsko                                             | Finsko                                              | Česko                                               |
| 1999                                  | Česko                                               | Finsko                                              | Švédsko                                             |
| 2000                                  | Finsko                                              | Švédsko                                             | Česko                                               |
| 2001                                  | Finsko                                              | Rusko                                               | Švédsko                                             |
| 2002                                  | Rusko                                               | Česko                                               | Švédsko                                             |
| 2003                                  | Finsko                                              | Švédsko                                             | Rusko                                               |
| 2004                                  | nehrálo se z důvodu konání Světového poháru         | nehrálo se z důvodu konání Světového poháru         | nehrálo se z důvodu konání Světového poháru         |
| 2005                                  | Švédsko                                             | Rusko                                               | Česko                                               |
| 2006                                  | Rusko                                               | Finsko                                              | Švédsko                                             |
| 2007                                  | nehrálo se                                          | nehrálo se                                          | nehrálo se                                          |
| 2008                                  | Rusko                                               | Česko                                               | Finsko                                              |
| 2009 (duben)                          | Rusko                                               | Česko                                               | Finsko                                              |
| 2009 (září)                           | Česko                                               | Rusko                                               | Finsko                                              |
| 2011                                  | Česko                                               | Rusko                                               | Finsko                                              |
| 2012                                  | Finsko                                              | Česko                                               | Rusko                                               |
| 2013 (duben)                          | Švédsko                                             | Rusko                                               | Česko                                               |
| 2013 (srpen)                          | Finsko                                              | Rusko                                               | Švédsko                                             |
| 2014                                  | nehrálo se                                          | nehrálo se                                          | nehrálo se                                          |
| 2015                                  | nehrálo se                                          | nehrálo se                                          | nehrálo se                                          |
| 2016                                  | nehrálo se                                          | nehrálo se                                          | nehrálo se                                          |
| 2017                                  | Česko                                               | Finsko                                              | Rusko                                               |
| 2018                                  | Česko                                               | Finsko                                              | Švédsko                                             |
| 2019                                  | Finsko                                              | Švédsko                                             | Rusko                                               |
| 2020                                  | Nehrálo se z důvodu celosvětové pandemie covidu-19. | Nehrálo se z důvodu celosvětové pandemie covidu-19. | Nehrálo se z důvodu celosvětové pandemie covidu-19. |
| 2021                                  | Česko                                               | Švédsko                                             | Finsko                                              |
| 2022                                  | Česko                                               | Švédsko                                             | Finsko                                              |
| 2023                                  | Švýcarsko                                           | Švédsko                                             | Česko                                               |
| 2024                                  | Finsko                                              | Švédsko                                             | Švýcarsko                                           |
| 2025                                  | Švédsko                                             | Švýcarsko                                           | Česko                                               |

V roce 2022 bylo vyloučeno Rusko ze všech soutěží EHT tedy včetně Českých hokejových her, jeho místo zastoupilo Rakousko, od ročníku 2023 Švýcarsko.

## Tabulka medailí
| Poř.             | Družstvo         | Zlatá medaile | Stříbrná medaile | Bronzová medaile | Celkem |
| ---------------- | ---------------- | ------------- | ---------------- | ---------------- | ------ |
| 1                | Česko            | 10            | 4                | 7                | 21     |
| 2                | Finsko           | 8             | 6                | 6                | 20     |
| 3                | Švédsko          | 4             | 9                | 7                | 20     |
| 4                | Rusko            | 4             | 7                | 5                | 16     |
| 5                | Švýcarsko        | 1             | 1                | 1                | 3      |
| 6                | Slovensko        | 0             | 0                | 1                | 1      |
| Celkem (po 2025) | Celkem (po 2025) | 27            | 27               | 27               | 81     |

## Historická tabulka vítězství
| Stát      | Počet | Rok                                                               |
| --------- | ----- | ----------------------------------------------------------------- |
| Česko     | 10×   | 1994, 1995, 1997, 1999, 2009 (září), 2011, 2017, 2018, 2021, 2022 |
| Finsko    | 8×    | 1996, 2000, 2001, 2003, 2012, 2013 (srpen), 2019, 2024            |
| Rusko     | 4×    | 2002, 2006, 2008, 2009 (duben)                                    |
| Švédsko   | 3×    | 1998, 2005, 2013 (duben), 2025                                    |
| Švýcarsko | 1×    | 2023                                                              |